# Carrer Major de Sant Martí de Canals
El Carrer Major de Sant Martí de Canals és una via pública de Conca de Dalt (Pallars Jussà) inclosa a l'Inventari del Patrimoni Arquitectònic de Catalunya.

## Descripció
Únic vial d'accés a l'agrupació de cases menestrals entre mitgeres que formen l'antic nucli de població.
És un eix amb entrada per sota d'una casa, amb arcada, que finalitza amb un petit eixamplament, en cul de sac, al davant de la porta de l'església.
La pavimentació és una combinació de lloses a les voreres i pedres rieres al mig. Les edificacions tenen arcades d'accés als murs de carreus arrebossats, balconets, cellers i golfes, amb ràfecs i voladissos molt pronunciats de fusta i teula àrab.

## Història
En el 1394 es realitza l'Acta de Consagració de l'antiga església.